# Denisse Astrid Van Lamoen
Denisse Astrid Van Lamoen (ur. 12 września 1979) – chilijska łuczniczka, mistrzyni świata. Startuje w konkurencji łuków klasycznych.
W 2000 roku startowała w igrzyskach olimpijskich w Sydney, zajmując 52. miejsce.